# 斯蒂芬·魯特
斯蒂芬·魯特（英語：Stephen Aaron Root，1951年11月17日—）是美國的一位演員和配音演員.。他在情景喜劇《新聞廣播台》中飾演Jimmy James，並在《上班一條蟲》中飾演Milton Waddams。近年來以《殺手進城》中的經紀人Fuches一角為人所知